# آوتیس ناگاشیان
آوتیس س. ناگاشیان (ارمنی: Ավետիս Ս. Նազգաշյան؛ ارمنی غربی: Աւետիս Նագգաշեան زادهٔ ۱۸۶۸ - درگذشته ۱۹۴۳)، مترجم، پزشک، روزنامه‌نگار نظر و نویسنده اهل ارمنستان بود.

## زندگی‌نامه
وی در ۱۸۶۸  در غازی عینتاب به دنیا آمد و از دانشگاه آمریکایی بیروت فارغ‌التحصیل شد.  وی در ۱۹۴۳ در سن ۷۵ سالگی در ایالات متحده درگذشت.